# Stade Miramare
Le Stade Miramare (en italien : Stadio Miramare), auparavant connu sous le nom de Terrain sportif del Littorio (en italien : Campo sportivo del Littorio), est un stade de football italien situé dans la ville de Manfredonia, dans les Pouilles.
Le stade, doté de 4 076 places et inauguré en 1932, sert d'enceinte à domicile à l'équipe de football de l'Associazione Sportiva Dilettantistica Manfredonia Calcio 1932.

## Histoire
Le stade ouvre ses portes en 1932 sous le nom de Campo sportivo del Littorio.
En 1943, à la suite du débarquement allié en Italie (et à l'Opération Avalanche), le stade est occupé et démantelé pour ses matériaux par les alliés, bien que des rencontres de football continuent à être jouées, non sans risques.
En 1945, la commune entreprend de rénover le stade pour le remettre aux normes.
Le stade possédait également une piste d'athlétisme.